# کوه ادایگاهارا
۳۴°۰۷′شمالی ۱۳۶°۰۲′شرقی / ۳۴٫۱۱°شمالی ۱۳۶٫۰۳°شرقی
کوه ادایگاهارا یکی از کوه‌های دایکو، واقع در استان میه و استان نارا در ژاپن است. این کوه مرتفع‌ترین کوه در استان میه است.